# Eugen Klaussner
Eugen Klaussner (* 3. November 1906 in Schramberg; † 2. Juni 1989) war ein deutscher Unternehmer.

## Leben
Klaussner gründete 1936 die Matratzenfabrik Hukla in Haslach im Kinzigtal. Der Name ist dabei ein Akronym, welches sich von Klaussners Vater Hugo Klaussner ableitet, der spätestens ab 1915 eine Sattlerei im Schwarzwald betrieb. 1939 wurden die ersten Federkernmatratzen produziert. Durch den Ausbruch des Zweiten Weltkriegs wurde die Produktion unterbrochen. Nach dem Krieg wuchs der Bedarf nach Konsumgütern. Da in Haslach kein geeignetes Bauland für eine weitere Fabrik zur Verfügung stand, baute Klaussner im Jahr 1951 eine Polstermöbelfabrik in Gengenbach; die Matratzenproduktion verblieb in Haslach. Später übernahm sein Erbe Hans-Jürgen Klaussner (1942–2024) das Unternehmen.
Am 22. Juni 1955 wurde Klaussner mit 71 von 86 Stimmen vom Landtag von Baden-Württemberg zum stellvertretenden Richter in der Gruppe „ohne Befähigung zum Richteramt“ am Staatsgerichtshof für das Land Baden-Württemberg gewählt. In diesem Amt wurde er 1964 und 1973 vom Landtag wiedergewählt. Seine Wiederwahl 1973 lehnte er ab, sodass er aus dem Gericht ausschied. Zu seinem Nachfolger wurde Günter Barié gewählt.